# Dean Hammond
Dean John Hammond (ur. 7 marca 1983 w Hastings) – angielski piłkarz występujący na pozycji pomocnika.